# Клєтня
Клє́тня (рос. Клєтня) — селище міського типу, центр Клєтнянського району Брянської області, Росія.
Населення селища становить 13 659 осіб (2008; 13 936 в 2002).

## Географія
Селище розташоване на річці Надва, лівій притоці Іпуті. Навколо простягаються осиково-березові ліси.

## Історія
Селище засноване в 1880 році у зв'язку з лісорозробками. Спочатку називалось Людинка. Статус селища міського типу Клєтня отримала в 1935 році. В роки Другої Світової війни тут був центр партизанського руху Брянщини.

## Економіка
В селищі працюють лісокомбінат, меблева фабрика, заводи сироробний, електроніки та хлібний.

## Видатні місця
- Краєзнавчий музей
- Парк культури та відпочинку